# SDS-PAGE

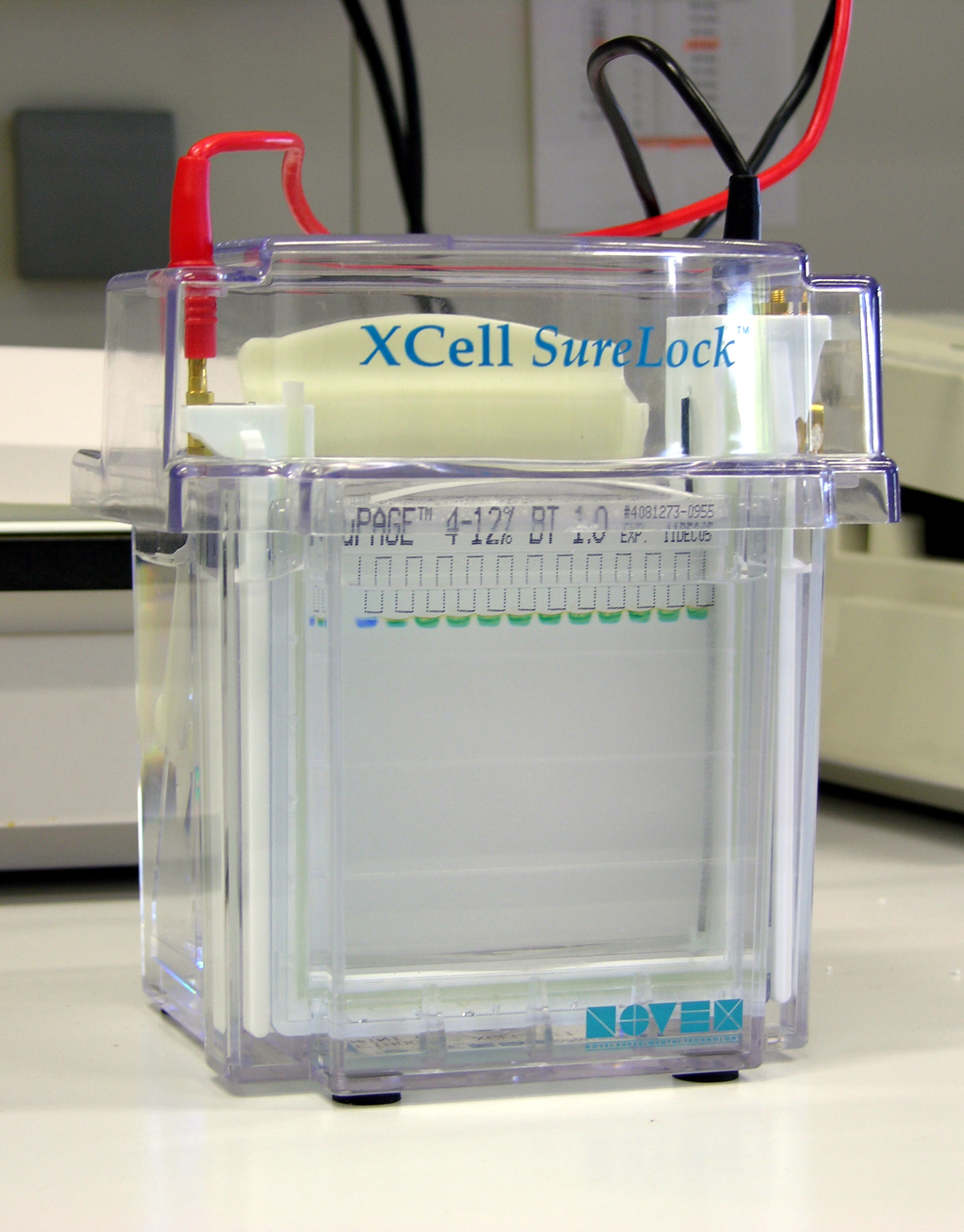
Experimentele opstelling van een SDS-PAGE-kamer. De eiwitmengsels zijn hier gekleurd met broomcresolgroen.

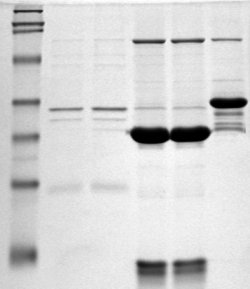
Afbeelding van een gel na het lopen van SDS-PAGE. De meest linkse is een moleculaire ladder.

SDS-PAGE (Engelse afkorting voor sodium dodecyl sulfate polyacrylamide gel electrophoresis, oftewel natriumdodecylsulfaat-polyacrylamidegelelektroforese) is een elektroforesetechniek die in de biochemie  wordt toegepast om eiwitten te scheiden op basis van grootte (molecuulgewicht). 
Er wordt aan een te scheiden monster natriumdodecylsulfaat (SDS) toegevoegd. Dit wordt op een polyacrylamidegel aangebracht en vervolgens wordt er door middel van spanning gescheiden. Gedurende de scheiding zullen de geladen moleculen zich over de gel bewegen, waarbij de klein fragmenten zich sneller door de gel zullen verplaatsen dan de grote. 
Na de elektroforese moet een gel bewerkt worden om de scheiding zichtbaar te maken. Vaak wordt hiervoor een kleurreagens zoals Coomassie-briljantblauw gebruikt. Monsters kunnen na elektroforese vergeleken worden met een moleculaire ladder, om te bepalen welk molecuulgewicht de moleculen hebben. Een moleculaire ladder, ook wel molmarker genoemd, is een commercieel verkrijgbaar mengsel met (doorgaans) eiwitten met een bekend molecuulgewicht.
Natriumdodecylsulfaat is een detergent dat de eiwitten denatureert en een negatieve lading geeft. Deze lading staat in verhouding tot de lengte van de aminozuurketen, hetgeen impliceert dat de gedenatureerde eiwitten staven worden van negatieve ladingswolk met gelijke lading of ladingsdichtheid per eenheidslengte. Als een eiwit in het monster uit meerdere delen bestaat, die bijvoorbeeld enkel door disulfidebruggen worden samengehouden, zorgt het er ook voor dat de onderdelen waaruit het eiwit bestaat van elkaar gescheiden worden. Dit kan door in het monster kleine hoeveelheden van een reductans toe te voegen, zoals 2-mercapto-ethanol. Bij SDS-PAGE wordt daarom de migratie van eiwitten niet bepaald door de intrinsieke lading van het eiwit, maar door het molecuulgewicht van het eiwit.
De techniek werd ontwikkeld door de Zwitserse biochemicus Ulrich Laemmli.